# 琢酒
琢酒是河北承德宽城县出产的一种酱香型白酒。以高粱为主料，经一年两次润粮投料、上甑蒸煮、高温制曲、摊晾拌曲、高温堆积、每次发酵期为一个月的八次发酵、七次蒸馏、高温流酒的传统技艺酿制而成。2018年，琢酒酿酒技艺入选承德市第四批市级非物质文化遗产项目。